# Александру Крецу
Александру Крецу (рум. Alexandru Crețu, нар. 24 квітня 1992, Пашкань) — румунський футболіст, півзахисник клубу «КС Університатя».
Виступав, зокрема, за клуби КСМ Політехніка та «Марибор», а також національну збірну Румунії.

## Клубна кар'єра
Народився 24 квітня 1992 року в місті Пашкань. Вихованець футбольної школи клубу «Політехніка» (Тімішоара). У дорослому футболі дебютував 2010 року виступами за команду КСМ Політехніка, в якій провів шість сезонів, взявши участь у 152 матчах чемпіонату. Більшість часу, проведеного у складі ясського КСМС, був основним гравцем команди.
У грудні 2016 року підписав контракт на три з половиною роки зі словенською «Олімпією» (Любляна), але провів там лише один рік, так і не ставши основним гравцем. В результаті у лютому 2018 року Крецу перейшов до іншого місцевого клубу «Марибор», з яким уклав угоду на три з половиною роки. Відіграв за команду з Марибора наступні три сезони своєї ігрової кар'єри і 2019 року став чемпіоном Словенії.
Влітку 2021 року Крецу повернувся до Румунії, підписавши контракт на правах вільного агента зі «Стяуа». Втім зігравши лише 5 ігор, ще до закриття трансферного вікна покинув клуб у кінця серпня після того, як посварився з власником Джіджі Бекалі і незабаром уклав угоду з клубом «КС Університатя». Станом на 2 серпня 2022 року відіграв за крайовську команду 31 матч в національному чемпіонаті.

## Виступи за збірні
Протягом 2012—2014 років залучався до складу молодіжної збірної Румунії. На молодіжному рівні зіграв у 9 офіційних матчах.
4 вересня 2020 року дебютував в офіційних матчах у складі національної збірної Румунії в грі Ліги націй УЄФА 2020/21 проти Північної Ірландії (1:1).

## Титули і досягнення
- Чемпіон Словенії (1):

«Марибор»: 2018/19
| Дата       | Місто     | Господарі  | Результат | Гості             | Турнір                               | Голи | Примітки |
| ---------- | --------- | ---------- | --------- | ----------------- | ------------------------------------ | ---- | -------- |
| 4-9-2020   | Бухарест  | Румунія    | 1 – 1     | Північна Ірландія | Ліга націй УЄФА 2020-2021 - 1-й етап | -    |          |
| 7-9-2020   | Відень    | Австрія    | 2 – 3     | Румунія           | Ліга націй УЄФА 2020-2021 - 1-й етап | -    |          |
| 8-10-2020  | Рейк'явік | Ісландія   | 2 – 1     | Румунія           | Відбір до ЧЄ 2020                    | -    |          |
| 11-10-2020 | Осло      | Норвегія   | 4 – 0     | Румунія           | Ліга націй УЄФА 2020-2021 - 1-й етап | -    | 75'      |
| 31-3-2021  | Єреван    | Вірменія   | 3 – 2     | Румунія           | Відбір до ЧС 2022                    | -    | 81'      |
| 4-6-2022   | Подгориця | Чорногорія | 2 – 0     | Румунія           | Ліга націй УЄФА 2022-2023 - 1-й етап | -    | 13'      |
| 11-6-2022  | Бухарест  | Румунія    | 1 – 0     | Фінляндія         | Ліга націй УЄФА 2022-2023 - 1-й етап | -    | 68'      |
| Усього     |           | Матчів     | 7         |                   | Голів                                | 0    |          |